# Ruth Zürcher-Schlüter
Ruth Zürcher-Schlüter (* 1. März 1913 in Düsseldorf; † 4. Mai 2010 auf der Forch) war eine Schweizer Kostümbildnerin, Textilkünstlerin und Hinterglasmalerin deutscher Herkunft.

## Leben und Werk
Ruth Schlüter absolvierte von 1930 bis 1934 bei Helmut Jürgens im Ausstattungsatelier der Städtischen Bühnen ihrer Geburtsstadt Düsseldorf eine Ausbildung zur Kostümbildnerin. In den Jahren 1932 und 1935 unternahm sie Studienreisen nach Paris. 1935 siedelte sie in die Schweiz über und heiratete den Plastiker Arnold Zürcher. Zwischen 1934 und 1936 absolvierte sie Kunstkurse bei Walter Roshardt, Willy Hummel und Ernst Gubler an der Kunstgewerbeschule Zürich und von 1937 bis 1938 an der Kunstakademie in Florenz.
In den Folgejahren arbeitete sie als Kostümbildnerin für Theater und Film für das Schauspielhaus Zürich (1939–1942) sowie für verschiedene Regisseure des Schweizer Films wie Max Haufler, Leopold Lindtberg und Franz Schnyder. Ruth Zürcher-Schlüter wirkte für zahlreiche Aufträge von öffentlichen Institutionen und Kirchen. 1965, 1967 und 1969 nahm sie an den internationalen Tapisserie-Biennalen in Lausanne teil. 2002 hatte sie eine Retrospektive auf ihr Werk in der Paulus-Akademie Zürich.
Ab 1943 entstanden künstlerisch und handwerklich bedeutende Tapisserien. Neben klassischen Materialien wie Wolle, Baumwolle und Seide wirkte sie auch mit Nylon, Sisal, Jute, Kokosfaser und Rosshaar. Sie integrierte auch Metallfäden und -elemente in ihre Tapisserien. Inhaltlich schuf sie Sternenhimmel und Mondstimmungen sowie farblich fein abgestimmte märchenhafte Darstellungen von Tieren und Fabelwesen. Es dominieren gross angelegte, flächig dekorative Formen von kräftiger Farbigkeit. In den 1970er Jahren schuf sie dann durchbrochene Bildteppiche, sodass die Wand im Hintergrund zum Vorschein kam. In dieser künstlerischen Phase entstanden auch ungegenständliche, symbolische Konfigurationen. Zum Teil lösten sich die Tapisserien von der Wand und wurden zu Textilplastiken im Raum. Ab 1994 entwarf sie in Schwarz und Rot gehaltene Collagen, die Zeitungsausschnitte, Schnüre und Textilien integrierten. Gleichzeitig schuf sie leuchtende Hinterglasbilder, die wie ihre Tapisserien der 1960er Jahre kosmische Symbole enthielten.

«In den vierziger Jahren begann Ruth Zürcher zu weben, meist grossformatige Bildteppiche für Räume des öffentlichen Lebens. Waren ihre Werke zunächst streng ornamentale figürliche Darstellungen, so wurden sie zunehmend abstrakter: luftige, farbintensive Gebilde aus vielerlei Materialien.»

## Filmografie
- 1940: Die missbrauchten Liebesbriefe
- 1941: Bider der Flieger
- 1942: Menschen, die vorüberziehen
- 1942: Sieg des Herzens
- 1942: Gottesmühlen (Steibruch)
- 1942: Der Schuß von der Kanzel
- 1943: Das Leben beginnt (Matura-Reise)